# Szevasztopol Védelméért emlékérem
A Szevasztopol Védelméért emlékérem (oroszul: Медаль «За оборону Севастополя», transzliteráció: Za oboronu Szevasztopoljá) második világháborús szovjet katonai kitüntetés, melyet 1942. december 22-én alapítottak. Tervezője Nyikolaj Moszkalev volt.

## Az elismerésről
A kitüntetés annak állít emléket, hogy a németek és szövetségeseik elleni harcban Szevasztopolnál milyen áldozatos és hősies helytállást tanúsítottak a várost védő Vörös Hadsereg, a haditengerészet és az NKVD katonái, valamint a város lakói a 250 napon át tartó ostrom során 1941. október 30. és 1942. július 4. között.
A kitüntetést a mellkas bal oldali részén lehetett viselni. Sorrendjét tekintve megelőzte a Odessza Védelméért emlékérem és az attól magasabb elismerések, valamint közvetlenül követte a Sztálingrád Védelméért emlékérem.

## Kinézete
A kitüntetés átmérője 32 milliméter és az anyaga sárgaréz. Az emlékérem előnézetén egymás mellett egy matróz és egy sisakot viselő vöröskatona mellalak látható. Az előnézetén körben öt milliméter nagyságú konvex peremet képeztek ki, melyben a «ЗА ОБОРОНУ СЕВАСТОПОЛЯ» felirat olvasható fordítása Szevasztopol védelméért. Az írás közepét elválasztja két lövegcső és közte egy ötágú csillag. Az alsó részen egy horgony alsó része és a két lövegvég látható.
A hátoldalon olvasható felirat «ЗА НАШУ СОВЕТСКУЮ РОДИНУ» fordítása a szovjet hazánkért. A felirat felett középen sarló és kalapács látható. Az érme minden felirata és képe domború. Az éremhez tartozó 24 milliméteres moaré szalagsáv olíva fehér, melynek középen fut egy 2 milliméteres sötétkék sáv. 1995. január 1-ig összesen 52 540 fő részesült ebben a kitüntetésben és egyfajta veterán szovjet katonai kitüntetéssé is vált.
Hasonlóan a Szovjetunió által adományozott kitüntetések nagy részéhez már nem adományozható, viszont a gyűjtők körében nagy becsben tartott, népszerű darab. A többi szovjet emlékéremhez képest kevesebbet adományoztak belőle ezért értéke is magasabb.

## Fordítás
- Ez a szócikk részben vagy egészben  a(z)   Медаль «За оборону Севастополя»  című orosz Wikipédia-szócikk ezen változatának fordításán alapul.  Az eredeti cikk szerkesztőit annak laptörténete sorolja fel. Ez a jelzés csupán a megfogalmazás eredetét és a szerzői jogokat jelzi, nem szolgál a cikkben szereplő információk forrásmegjelöléseként.